# IC 3252
IC 3252 — галактика типу *Grp (велика група зірок) у сузір'ї Волосся Вероніки.
Цей об'єкт міститься в оригінальній редакції індексного каталогу.